# Krásnohorský potok
Krásnohorský potok je potok pramenící u obce Haidmühle, části Auersbergsreut v německé části Šumavy, v povodí Vltavy a Národním parku Bavorský les. Převážná část jeho toku je vedena po česko-německé státní hranici. Je dlouhý 3,5 km. Potok teče víceméně jihovýchodním směrem po česko-německé státní hranici, u obce Haidmühle se vlévá do Studené Vltavy. Na jeho toku je turistický hraniční přechod Spálenec – Haidmühle, vede přes něj žlutě značená turistická stezka.